# Deep Exceed
『Deep Exceed』（ディープ・エクシード）は、Aldiousの1枚目のアルバムである。

## 概要
シングル『Defended Desire』より約3ヶ月ぶりとなる、初のフルアルバム。Galneryusなどを手掛ける久武頼正をプロデューサーに迎え、『Dear Slave』より、「Bind」、「夜蝶」、「紫苑」の3曲、初期の代表曲である「Ultimate Melodious」がリレコーディングされた。
限定盤は、「Luft」のMVと「Ultimate Melodious」のライブ編集映像を収録したDVDが付属。通常盤は、「Premixed Flame」が追加収録され全11曲となっている。また、CDショップにより各種特典が用意された(HMVのスペシャル・ボーナス・シングルや、タワーレコードのコメント＆PVメイキング映像など)。

## 収録内容

### CD
1. Luft-Opening-
2. Luft
3. 夜蝶
4. Bind
5. 紫苑

以前の音源が、コンピレーション・アルバム『THE RED HOT BURNING HELL VOL.16』に収録されている。
6. Dual Personality
7. Across

作中唯一のバラード。アレンジは、ゲストミュージシャンとして参加したGalneryusのYUHKIによるピアノとキーボードのみである。
8. Ultimate Melodious (Album Version)

この曲はアレンジが複数存在する。『THE RED HOT BURNING HELL VOL.16』に収録されたもの、『Dear Slave』制作時にレコーディングしたもの（未発表）、
シングル『Defended Desire』に収録されたもの、そしてこの"Album Version"であり、初めてドラム・ソロが追加された。
9. Eversince (Metal Version)

Ramiがバラードとして書いた楽曲を、Yoshiがメタリックにアレンジし直したという。よって、"Metal Version"となっている。
10. Premixed Flame

通常盤にのみ収録。限定盤では、10曲目が「Deep」となる。
「Premixed Flame」とは、予混合炎の意。歌詞に関しては、Ramiのブログ（2010年12月23日付 "Premixed Flameの分かりやすい？！曲解説"）において、
詳しく述べられている。
11. Deep

作詞：Rami (#All)
作曲：Yoshi (#1 - 6,8)、Rami (#7,9)、Yoshi & Rami (#10,11)
編曲：Aldious & Yorimasa Hisatake (#2 - 6,8 - 11)、Yoshi & YUHKI (#1)、Rami , YUHKI & Yorimasa Hisatake (#7)
補編曲：SSS

### DVD(限定盤)
1. Luft(Music Video)
2. Ultimate Melodious(Live Performance Video)